# 水野實郎

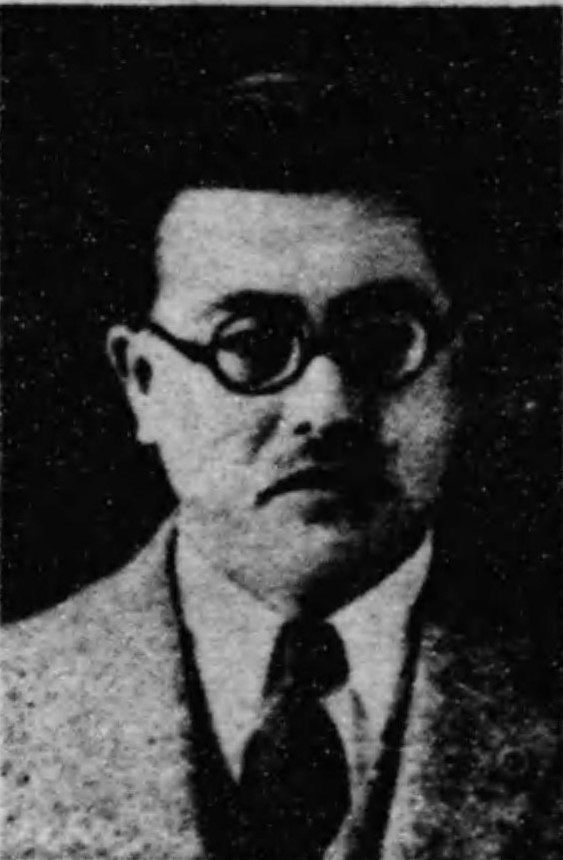
水野實郎

水野 實郎（みずの じつろう、1898年1月4日 - 1966年12月14日）は、日本の政治家。日本社会党衆議院議員（1期）。

## 経歴
東京都出身。早稲田大学専門部政経科で学ぶ。有価証券売買業を経て、東洋発動機工業(株)取締役社長となる。社会大衆党愛知県連会長、同中央執行委員、日本社会党中央執行委員、同党愛知県連書記長を務めた。
1947年の第23回衆議院議員総選挙では愛知2区から日本社会党公認で立候補して当選。衆議院議員を1期務めた。1949年の第24回衆議院議員総選挙では社会革新党から立候補して落選。1952年の第25回衆議院議員総選挙では協同党から立候補して落選。1953年の第26回衆議院議員総選挙では社会党右派から立候補して落選した。
1966年に死去した。